# Renato Pantalon
Renato Pantalon (Zara, 27 ottobre 1997) è un calciatore croato, difensore svincolato.

## Carriera
Cresciuto nel settore giovanile dello Zara, esordisce in prima squadra il 29 novembre 2015, disputando l'incontro di Druga hrvatska nogometna liga perso per 3-0 contro il Rudeš. Dopo aver trascorso due stagioni tra seconda e terza divisione, nel 2017 viene acquistato dal Kustošija, giocando per una stagione in seconda divisione. Nel 2018 si trasferisce al Rudeš, in massima serie. Esordisce in Prva hrvatska nogometna liga il 27 luglio 2018, in occasione dell'incontro pareggiato per 1-1 contro la Dinamo Zagabria. Realizza la sua prima rete nella massima divisione croata il 5 novembre successivo, nella sconfitta per 5-1 contro il Rijeka.
Nel 2019 viene ingaggiato dagli sloveni dell'Aluminij, militando per due stagioni nella massima divisione locale.
Il 19 luglio 2021 viene acquistato dal Rio Ave, formazione della seconda divisione portoghese, con cui firma un contratto triennale. Al termine della stagione 2021-2022, contribuisce alla vittoria del campionato di seconda divisione, con 26 presenze in tutte le competizioni. Il 13 agosto 2022 debutta nella Primeira Liga, nell'incontro perso per 3-0 sul campo dello Sporting Lisbona.

## Statistiche

### Presenze e reti nei club
Statistiche aggiornate al 6 settembre 2022.
| Stagione        | Squadra         | Campionato      | Campionato | Campionato | Coppe nazionali | Coppe nazionali | Coppe nazionali | Coppe continentali | Coppe continentali | Coppe continentali | Altre coppe | Altre coppe | Altre coppe | Totale | Totale |
| Stagione        | Squadra         | Comp            | Pres       | Reti       | Comp            | Pres            | Reti            | Comp               | Pres               | Reti               | Comp        | Pres        | Reti        | Pres   | Reti   |
| --------------- | --------------- | --------------- | ---------- | ---------- | --------------- | --------------- | --------------- | ------------------ | ------------------ | ------------------ | ----------- | ----------- | ----------- | ------ | ------ |
| 2015-2016       | Zara            | 2. HNL          | 15         | 0          | CC              | 0               | 0               | -                  | -                  | -                  | -           | -           | -           | 15     | 0      |
| 2016-2017       | Zara            | 3. HNL          | ?          | ?          | CC              | 1               | 0               | -                  | -                  | -                  | -           | -           | -           | 1+     | 0+     |
| Totale Zara     | Totale Zara     | Totale Zara     | 15+        | 0+         |                 | 1               | 0               |                    | -                  | -                  |             | -           | -           | 16+    | 0+     |
| 2017-2018       | Kustošija       | 2. HNL          | 30         | 1          | CC              | 0               | 0               | -                  | -                  | -                  | -           | -           | -           | 30     | 1      |
| 2018-2019       | Rudeš           | 1. HNL          | 17         | 1          | CC              | 0               | 0               | -                  | -                  | -                  | -           | -           | -           | 17     | 1      |
| 2019-2020       | Aluminij        | 1. SNL          | 23         | 0          | CS              | 3               | 0               | -                  | -                  | -                  | -           | -           | -           | 26     | 0      |
| 2020-2021       | Aluminij        | 1. SNL          | 23         | 0          | CS              | 1               | 0               | -                  | -                  | -                  | -           | -           | -           | 24     | 0      |
| Totale Aluminij | Totale Aluminij | Totale Aluminij | 46         | 0          |                 | 4               | 0               |                    | -                  | -                  |             | -           | -           | 50     | 0      |
| 2021-2022       | Rio Ave         | SL              | 21         | 0          | CP+CdL          | 4+1             | 0               | -                  | -                  | -                  | -           | -           | -           | 26     | 0      |
| 2022-2023       | Rio Ave         | PL              | 4          | 0          | CP+CdL          | 1+3             | 0               | -                  | -                  | -                  | -           | -           | -           | 4      | 0      |
| Totale carriera | Totale carriera | Totale carriera | 133+       | 2+         |                 | 10              | 0               |                    | -                  | -                  |             | -           | -           | 143+   | 2+     |

## Palmarès

### Club

#### Competizioni nazionali
- Segunda Liga: 1

Rio Ave: 2021-2022